# Pyrgus malvoides
Pyrgus malvoides é uma espécie de insetos lepidópteros, mais especificamente de borboletas pertencente à família Hesperiidae.
A autoridade científica da espécie é Elwes & Edwards, tendo sido descrita no ano de 1897.

## Descrição

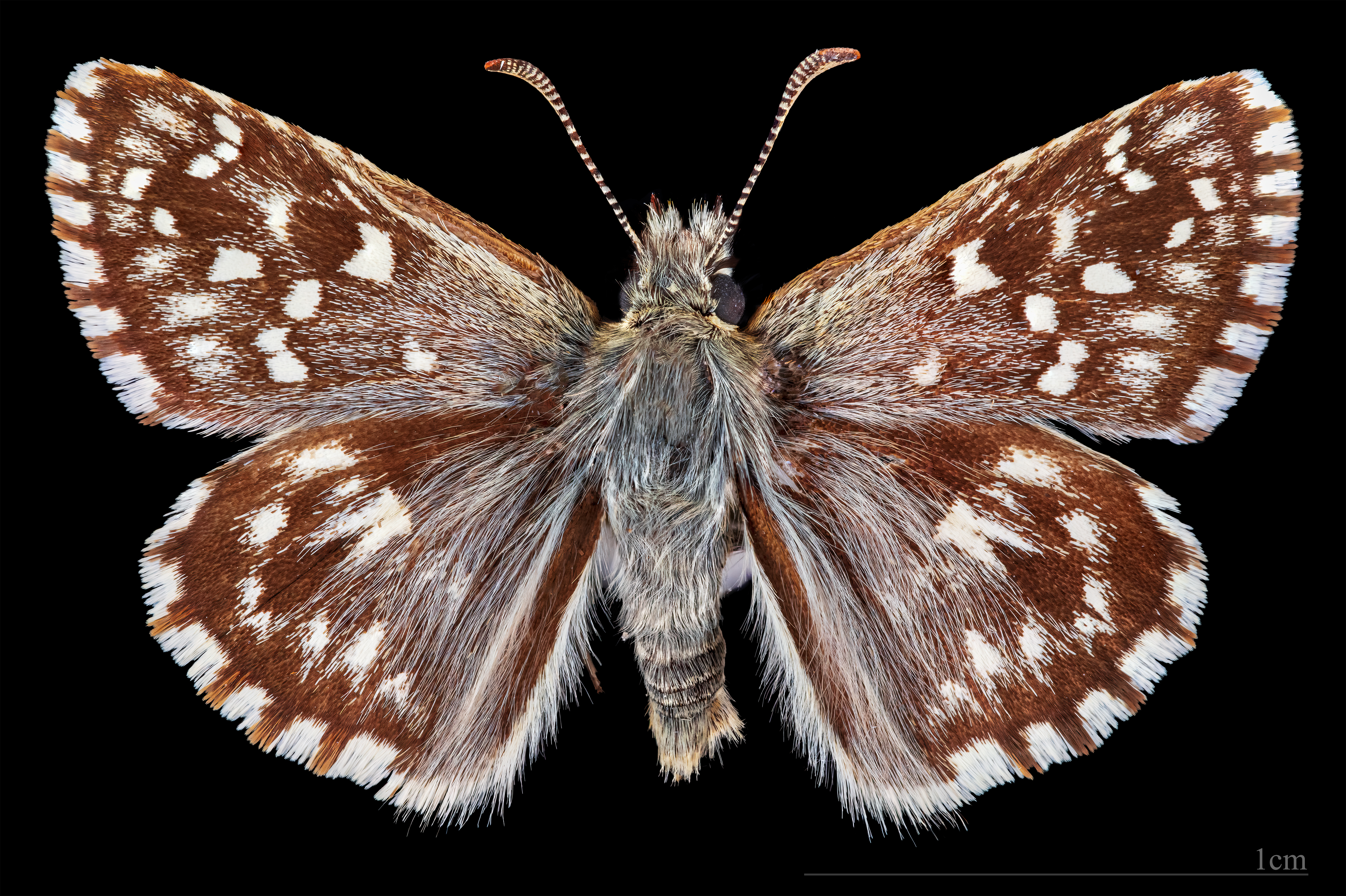
Pyrgus malvoide ♂
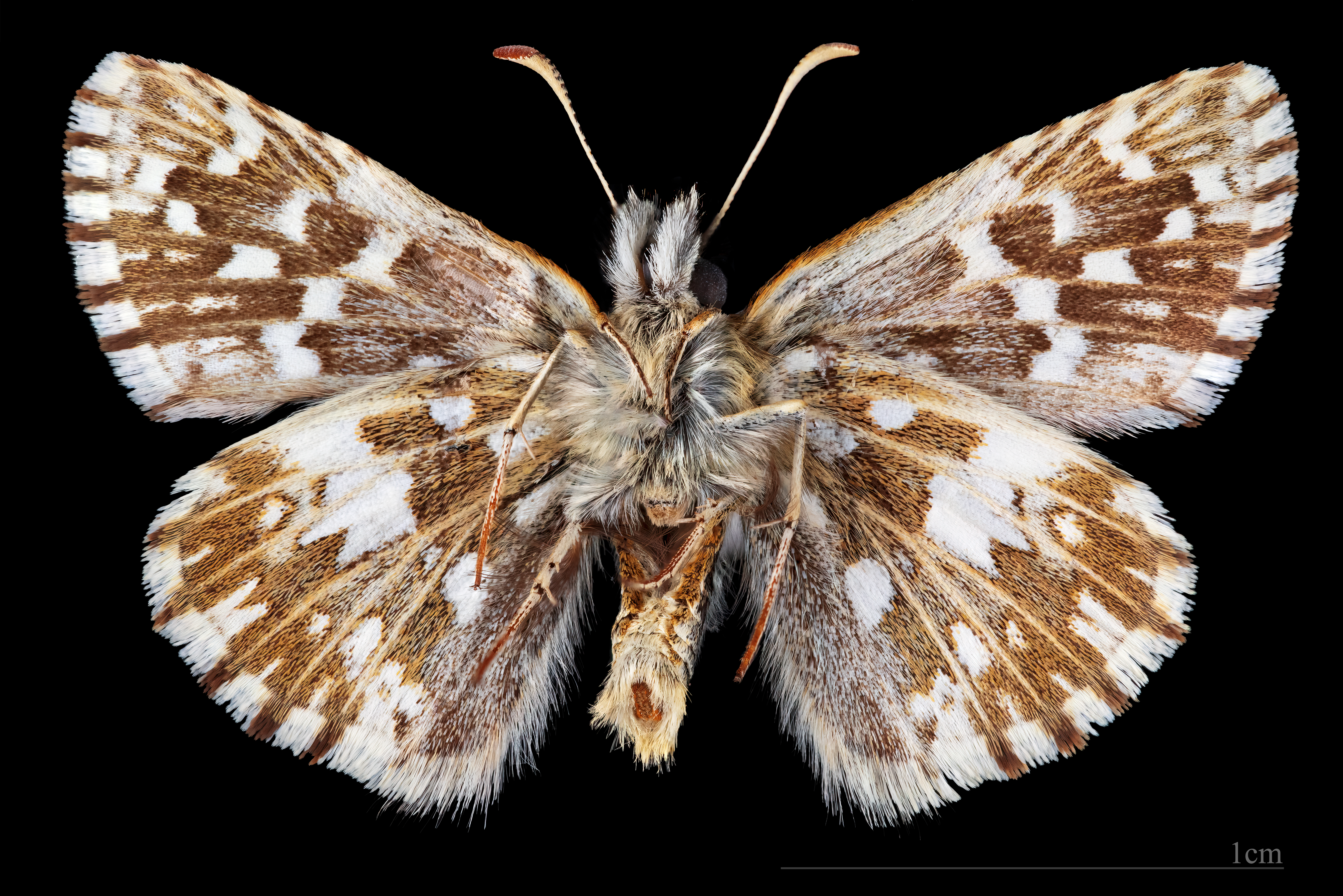
Pyrgus malvoide ♂  △

Trata-se de uma espécie presente no território português.